# La Tallada d'Empordà
La Tallada d’Empordà est une commune de la province de Gérone, en Catalogne, en Espagne, de la comarque de Baix Empordà